# HD 168746 b
HD 168746 b (بالإنجليزية: HD 168746 b)‏ الذي يرمز له بالرمز HD 168746b، هو كوكب خارج المجموعة الشمسية، في كوكبة الحية، يتبع HD 168746 ‏.

## الاكتشاف
اكتشف في 15 أبريل 2000، وكانت طريقة الاكتشاف Doppler spectroscopy.